# Le Serpent de Gibraltar

Le Serpent de Gibraltar est un film français inachevé réalisé par Alexandre Trannoy.

## Fiche technique
- Réalisateur : Alexandre Trannoy
- Scénario : Alexandre Trannoy
- Production : Serge Silberman
- Dialogues : Pascal Jardin
- Société de production : Filmsonor Marceau
- Lieux de tournage : Studios de Saint Maurice, Rocher de Gibraltar

## Distribution
- Lino Ventura
- Anouk Aimée
- Jean Rochefort
- Charles Denner

## Tournage
Le tournage du film a débuté aux Studios de Saint Maurice en 1963 et s'est poursuivi à Gibraltar. Il a été interrompu par le producteur suite à des dépassements budgétaires trop importants.